# Percy Cerutty

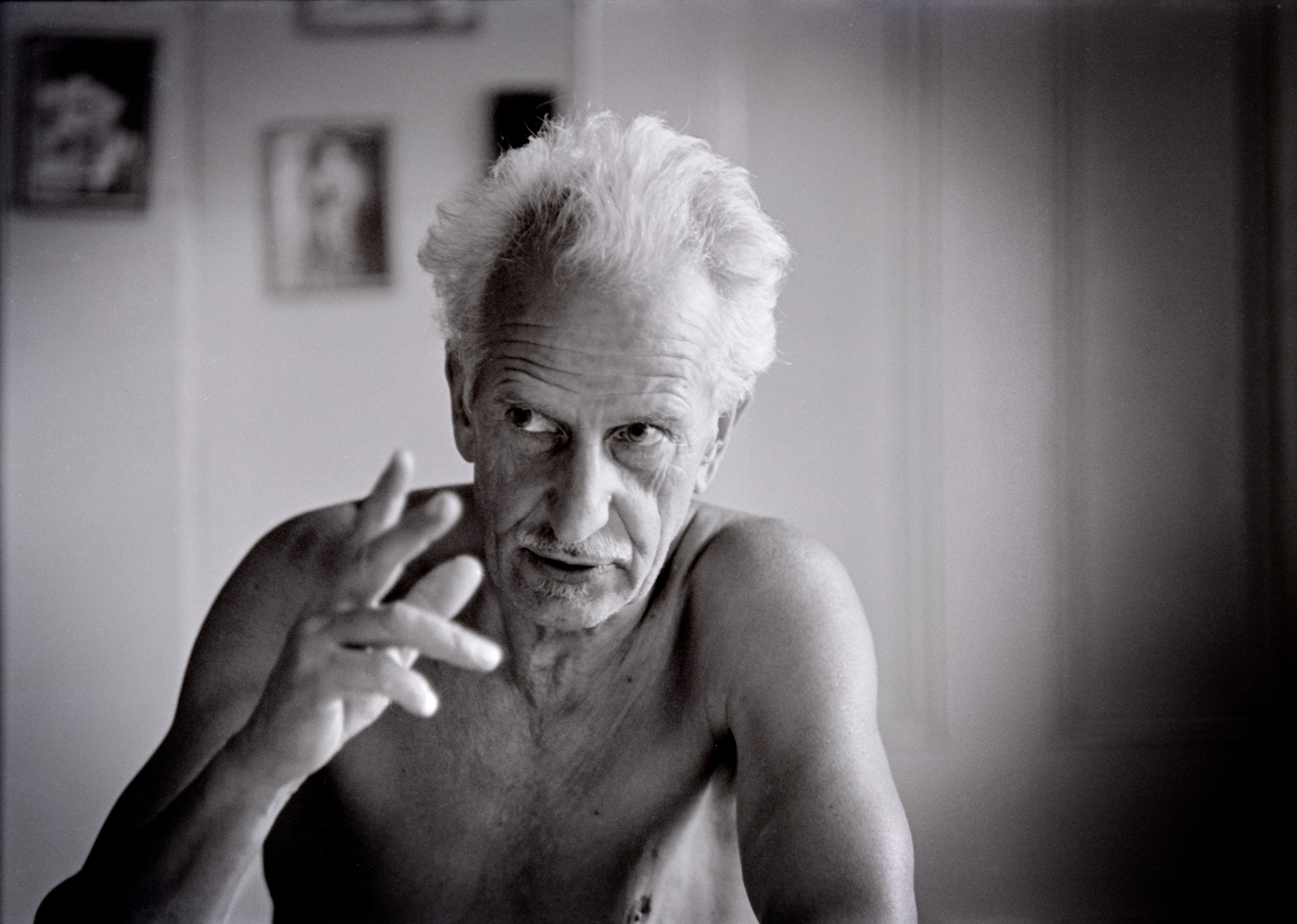
Percy Cerutty

Percy Wells Cerutty (* 10. Januar 1895 in Melbourne; † 15. August 1975) war ein australischer Leichtathletiktrainer, der hauptsächlich Mittel- und Langstreckenläufer betreute.
Als Gegner des Intervall-Trainings propagierte er lange Laufeinheiten in gemäßigtem Tempo. Er prägte den Satz „They do not run with their legs, but on their legs“ (dt. „Sie laufen nicht mit, sondern auf ihren Beinen“), und betonte die Wichtigkeit der Arme, die mit den Beinen eine harmonische Bewegungseinheit bilden sollten, um eine optimale Kraftentfaltung zu gewährleisten. Seine Methoden schienen recht unorthodox: Er ließ seine Schützlinge barfuß im Dünensand laufen, bergsteigen und sogar Holz hacken, war aber seiner Zeit voraus. Durch die Schwerpunktsetzungen in einzelnen Trainingsperioden praktizierte er Blocktraining, mit den Bergaufläufen an den höchsten Dünen erlernten seine Läufer, wo und wie sie bei völliger Übersäuerung den Körperschwerpunkt treffen konnten (=optimale Laufökonomie). Athleten, die entsprechend seiner Laufphilosophie trainierten, nannte er stotans, eine Mischung und Stoiker und Spartaner. Der Erfolg gab ihm recht: Er brachte unter anderem die Weltrekordläufer John Landy und Herb Elliott hervor.